# Carol al XI-lea al Suediei
Carol al XI-lea al Suediei (suedeză Karl XI); (n. 24 noiembrie 1655, Stockholm, Suedia – d. 5 aprilie 1697, Stockholm, Suedia)stil vechi) a fost rege al Suediei din 1660 până la moarte, într-o perioadă cunoscută în istoria Suediei drept „Imperiul suedez” (1611–1718).
Carol a fost singurul fiu al regelui Carol al X-lea al Suediei și a reginei Hedwig Eleonora de Holstein-Gottorp. Tatăl său a murit când el avea cinci ani. A fost educat de guvernanți până la încoronarea sa la vârsta de 17 ani. Curând după aceea, a fost forțat de expediții militare să asigure recent achiziționatele dominioane ale Suediei din Danemarca. După ce a luptat cu succes împotriva danezilor, s-a întors la Stockholm și s-a angajat în îmbunătățirea situației politice, financiare și economice reușind să mențină pacea în timpul restul de 20 de ani ai domnie sale.
În această perioadă au avut loc modificări în administrația financiară, comerț, procedura judiciară, educație, a apărut guvernul biserică. Carol al XI-lea a fost succedat de singurul său fiu, Carol al XII-lea, care a făcut uz de armata bine instruită în bătălii în întreaga Europă.